# Anatoli Bulakov
Anatoli Bulakov   (Moscou, 3 de febrer de 1930 - Moscou, 1994) va ser un boxejador rus que va competir sota bandera soviètica durant la dècada de 1950.
El 1952 va prendre part en els Jocs Olímpics d'Estiu de Hèlsinki, on va guanyar la medalla de bronze en la categoria del pes mosca del programa de boxa. En semifinals va perdre contra l'alemany Edgar Basel. En el seu palmarès també destaquen sis campionats nacionals, una medalla de bronze al Campionat d'Europa de 1953 i una d'or a les Universíades d'estiu de 1959.
Durant la seva carrera esportiva va disputar 130 combats, dels quals en guanyà 126. Una vegada retirat exercí d'entrenador.